# Зосима (Шиошвили)
Митрополит Зосима (груз. მიტროპოლიტი ზოსიმე, в миру Шота Георгиевич Шиошвили, груз. შოთა გიორგის ძე შიოშვილი; род. 3 августа 1951, Тбилиси) — епископ Грузинской православной церкви, митрополит Цилканский и Душетский (с 1984).

## Биография
С 1958 по 1968 год учился в 77-й средней школе. В 1972 году окончил Тбилисский государственный политехнический институт.
С 1972 по 1974 год проходил срочную службу в рядах советской армии.
С 1974 по 1977 год учился в Мцхетской духовной семинарии.
21 июля 1975 года Католикосом-Патриархом Давидом V был хиротонисан во диакона, а 27 июля 1977 года — во пресвитера.
С 1977 года преподавал в Мцхетской духовной семинарии, а 1 октября 1980 года назначен её инспектором.
14 октября 1980 года пострижен в монашество с именем Зосима.
11 октября 1983 года состоялась его хиротония во епископа Чкондидского. Хиротонию возглавил Католикоc-Патриарх Илия II.
С 20 июля 1984 года — епископ Цилканский.
С января 1984 по сентябрь 1988 года — ректор Мцхетской духовной семинарии.
С 1984 по 1994 год возглавлял Издательский Отдел Грузинской патриархии.
25 декабря 1996 года году был возведен в сан архиепископа.
26 сентября 2009 года возведен в сан митрополита.